# 사전승객정보시스템
APIS 사전승객정보시스템(Advance Passenger Information System)은 원래 국제선 여객기 항공운항 및 출입국절차 간소화를 위하여 추진된 시스템이나 현재는 각 국의 국경관리담당기관에서도 탑승자에 대한 충분한 신원확인 시간을 확보할 수가 있기 때문에 국경관리 강화를 위한 목적으로도 병행 사용되고 있으며 2017년 현재 70개 국에서 활용하고 있는 시스템이다. APIS는 사전에 승객과 승무원들의 탑승자 정보를 도착지 국가의 출입국관리당국에 표준전자문서(EDI)로 전송함으로써 출입국심사만을 통하여 소요되는 출입국대기 및 출입국심사시간을 절감하고 출입국규제자 등을 미리 확인할 수 있어 국경의 보안을 향상시킨다. 대한민국 국민들과 일부 외국인들의 출입국신고서가 폐지된 이유 중의 하나도 이러한 정보가 사전에 항공사에서 법무부에 통지되기 때문이다.

## 개요
사전 전자문서교환 시스템으로서의 APIS는 항공사의 예약 및 발권시스템에서 목적지 국가로 탑승자에 대한 신원 및 여권정보 가운데 최소한의 정보를 전송한다. 탑승자의 국적, 여권성명, 생년월일, 여권번호 정도의 정보가 사전에 목적지 국가에 통보된다. 해외 여행을 예약하거나 항공권을 구입할 때에는 항공사나 여행사에서 이러한 정보를 필수적으로 요구하게 되는데, UN은 아래와 같은 특정한 형식을 충족하도록 권고하고 있으며 실제 각 국가에서 조금씩 전송정보를 달리 정하고 있는 경우도 있다.

### 제공항목 표준
- 전체 영문 이름(성/이름), * 성(남/여), * 생년월일, * 국적, * 거주국가, * 여권번호, * 여권만료일

상기의 정보는 모두 여권에서 확인 가능하며, 해외 여행 예약 시, 항공사나 여행사에서 여권사본을 요구하는 주된 이유이다. 상기의 정보가 정확하게 제공되지 않을 때에는 탑승권 발권이 되지 않거나, 입국하려는 목적지 국가에서 입국을 거부당할 수 있다. 특히 새로 받은 여권번호가 아닌 이전에 분실한 여권번호를 깜빡하고 그대로 예약하는 경우 해외 여행 시 항공사 보안담당자나 목적지 국가의 법집행기관의 공무원으로부터 분실여권 여부에 대한 조사를 받거나 입국을 거부당하는 등 불이익을 당하게 된다. 최근에는 여행사나 항공사 예약 사이트에 본인의 정확한 여권정보를 확인할 수 있는 사이트로 링크를 걸어놓은 경우가 많으므로 이를 활용하면 영문성명이나 여권번호를 정확하게 기입할 수 있다.

## APIS 입력
APIS 입력은 항공사의 예약 전용단말기인 CRS 또는 GDS 등을 통해 이뤄지게 되며, 승객이 예약한 항공기가 탑승이 마감되어 출발지 국가에서 출항하면 도착지 국가에 도착하기 전 특정한 시간대에 항공사시스템에서 법무부 시스템으로 APIS 정보가 전송된다. 항공 전용 단말기는 항공사마다 자체 시스템을 사용하거나 세계적인 예약발권대행업체와 계약하여 GDS 시스템을 사용하는데 과거에는 대한항공이 사용하는 TOPAS와 아시아나항공에서 사용하는 ABACUS 그리고 외국계 GALILEO 등 예약시스템이나 DCS 발권시스템 등을 사용하였으나 항공편 뿐만 아니라 호텔, 렌터카 등도 예약시 동일하게 이용할 수 있다는 장점으로 현재는 Amadeus, SITA 등 대형 GDS시스템들이 대형 항공사의 예약발권시스템을 담당하고 있는 편이다.

## APIS의 진화
APIS는 항공사로부터 사전에 승객정보를 전송받기만 하고 여러 가지 정보를 항공사에 응답해 주지는 못하는 단방향 시스템으로서, 국제민간항공기구(ICAO)는 2005년 이후 항공사로부터 전송받은 정보를 분석 후 그 결과를 응답해주는 APIS에서 진화한 응답형(interactive)시스템이라는 의미로 i-API(interactive Advance Passenger Processing)라는 용어를 채택해 각 국의 도입을 권고하고 있는데,  미국은 AQQ(Advance Quick Query), 호주는 APP(Advance Passenger Processing) 등 각 국마다 다른 용어를 사용하기도 하지만 i-API 시스템으로 볼 수 있다.  대한민국 법무부는 2005년 APIS 도입, 2008년 출항 분야에 i-APP(interactive Advance Passenger Processing)를 도입하였으며 2015년에는 입항 분야에 i-API인 탑승자 사전확인제도(i-PreChecking)을 도입하여 2년간 시범운영하여  2017년 4월 1일부터 대한민국에 취항하는 모든 항공사를 대상으로 전면 시행하였다.  2003년 호주에서 i-API인 APP를 최초 도입하였으나 APIS와 같이 목적지국가로 탑승자 정보를 전송(입항 분야)에만 운영되었다. 2008년 대한민국에서 최초로 항공사로부터 출발지국가인 대한민국에 탑승자 정보를 전송받아 출국 가능 여부를 응답하는 i-APP를 도입한 이후 타이완도 출항분야에 i-API를 도입하였다. 2017년 6월까지 입출항 분야에 모두 진화된 APIS 형태인 i-API를 도입하여 운영한 국가는 대한민국이 유일하였으나 2017년 7월 호주가 출항분야에 도입하였고 선진국가에서도 국경관리 강화를 위하여 출항 분야에 i-API 도입을 추진 중에 있다.
- ICAO Advance Passenger Information